# ميخيل فوس
ميخيل فوس (بالهولندية: Michiel Vos)‏ هو منتج أفلام ومحامي وصحفي ومذيع ومقدم تلفزيوني هولندي، ولد في 19 ديسمبر 1970 في خرونينغن في هولندا.

## وصلات خارجية
- ميخيل فوس على موقع IMDb (الإنجليزية)
- ميخيل فوس على موقع قاعدة بيانات الفيلم (الإنجليزية)